# ماكس أونغر (ملحن)
ماكس أونغر (بالألمانية: Max Ernst Unger)‏ هو عالم موسيقى وملحن ألماني، ولد في 28 مايو 1883 في Taura ‏ في ألمانيا، وتوفي في 1 ديسمبر 1959 في زيورخ في سويسرا.